# Наумова, Елена Станиславовна
Еле́на Станисла́вовна Нау́мова (род. 24 сентября 1954, Вахруши, Кировская область) — российская поэтесса и прозаик, журналист. Автор стихов и прозы для детей младшего и среднего возраста, педагог. Член Союза писателей СССР.
Лауреат Всероссийской литературной премии им. Николая Заболоцкого (2006), премии Кировской области по литературе и искусству (2016) и ряда других премий .

## Биография
Елена Станиславовна Наумова родилась 24 сентября 1954 года в посёлке Вахруши Слободского района Кировской области. В 1968 году окончила музыкальную школу.
С 1984 по 1990 год училась в Литературном институте имени А. М. Горького (семинар поэзии — руководитель Владимир Костров).
В 1989 году на IX Всесоюзном совещании молодых литераторов Елена Наумова была принята в члены Союза писателей СССР.
После окончания института работала в Кирове журналистом. В 1998 году Елена Наумова основала областную литературно-журналистскую студию при Кировском Дворце творчества детей и молодёжи, которой руководит по сей день. Кроме того, преподаёт в Кировском филиале Московского гуманитарно-экономического института.
В 2008 году книга Е. Наумовой «Серая кошка на белом облаке» была номинирована на Общероссийскую литературную премию «Ясная Поляна» и Бунинскую премию. Писательница стала финалистом Бунинской премии и участником Международных яснополянских писательских встреч, посвящённых 180-летию со дня рождения Л. Н. Толстого.
В 2009 году вышел «Цветок папоротника» — 11 том Антологии Вятской литературы, куда вошли стихи, сказки, рассказы и повести Елены Наумовой, в 2010 году «Цветок папоротника» вошёл в финальный список Бунинской премии.
В 2016 году Елена Наумова — лауреат премии Кировской области по литературе и искусству, а в 2022-ом — удостоена премии имени Александра Грина.
В 2017 году Слободская районная дума присвоила Вахрушевской детской библиотеке имя кировской писательницы Елены Станиславовны Наумовой.
В 2024 году в Кирове учреждён межрегиональный конкурс литературного и изобразительного творчества «Перо Жар-птицы», посвящённый творчеству Елены Станиславовны Наумовой.

## Семья

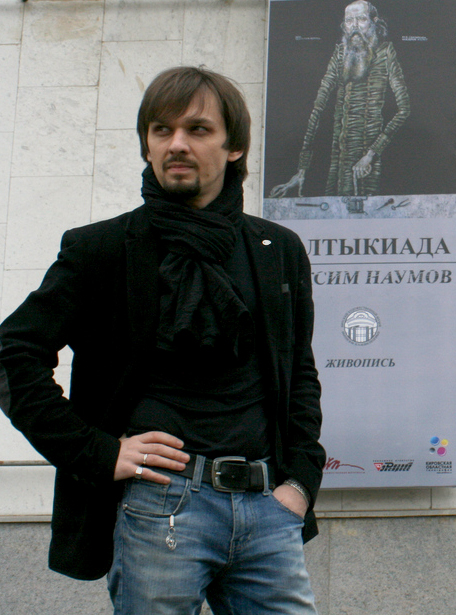
_{Максим Наумов}

Сын Е. С. Наумовой — художник Максим Наумов оформил её книги — «День рождения», «Сказочник», «Сквозь листву», «Серая кошка на белом облаке», «Не будите спящего Орфея», «Жетончик» и др.
Максим Владимирович Наумов (род. 14 февраля 1981, Киров) — российский художник, живописец, график, художник-нонконформист, работающий в манере «комплиментарного гротеска» в жанрах портрет, ню и экспериментальной скульптуры, педагог. Лауреат Премии Кировской области в области литературы и искусства (2018). Директор художественного училища им. А. А. Рылова (c 2019 года).

## Творчество
- Начинала, как и многие из её поколения: учёба в школе, увлечение стихами[11], журналистикой. В 80-е годы Елена Наумова — победитель поэтических конкурсов журналов «Смена» и «Сельская молодёжь».
- В 1982 году на областном семинаре стихи Наумовой получили высокую оценку писателей Кировской области, наряду с другими молодыми поэтами М. Котомцевой, Е. Жуйковым, С. Сырневой, А. Вепрёвым[12]. Рукопись первой книги Елены Наумовой была рекомендована к изданию в «Волго-Вятском книжном издательстве», книга «Девочка и дождь» увидела свет в 1985 году.
- Публиковалась в журналах «Наш современник», «Октябрь», «Москва», «Север», «Крестьянка», «Студенческий меридиан», «Нижний Новгород»; в «Литературной газете», «Литературной России»; в альманахах «Истоки», «Поэзия», «Вятка литературная» и др.[13]
- В 2010 году стихотворение Е. Наумовой «Девочка и дождь» было положено на музыку композитором Евгением Щекалёвым[14] для Валентины Толкуновой, которая исполнила песню на одном из своих последних концертов.[источник не указан 2675 дней]
- В августе 2010 года в Санкт-Петербургском издательстве «ДЕТГИЗ» вышла книга стихов для детей «Шла по городу ворона»[15], а впоследствии писательница стала участником литературного фестиваля "Писатели вокруг «ДЕТГИЗА»[16].

## Отзывы
Елена Наумова — поэт из тех, кто живёт на весу — как листва, дрожит на ветру жизни — как листва, птицы радости и печали поют в её душе — как в листве, её стихи откровенны и трепетны — как листва, и в лучших её строках, есть волненье листвы, пребывающей в постоянном движении на весу…
— Юнна Мориц, поэт. 
Из поэтического вступления к книге Елены Наумовой «Сквозь листву», 2004.

Мне очень нравится проза Елены Наумовой. Есть проза, которая практически не поддается критическому анализу, даже и самому доброжелательному. Самое главное в ней неуловимо для анализа, ускользает от него. Это главное — живая жизнь. В прозе Наумовой на первый взгляд кажется все так просто. Берешь живую жизнь и описываешь. На самом деле это и есть самое сложное искусство: передать живую жизнь в образах, героях, прямой речи. Здесь всякое «искусство» будет заметно и будет мешать восприятию.
— Павел Басинский, критик, литературовед.
Из послесловия к книге «Цветок папоротника», 2010.

И настолько абсурд истории несовместим с «раем», что лирическая героиня Елены Наумовой возвращает Господу-Богу… нет, не билет… а номерок, жетончик из руки гардеробщицы, полузабытой подруги детства, лицо которой покалечено шрамом.
— Лев Аннинский, критик, литературовед.
Из предисловия к книге «Жетончики», 2012.
Дождь стучит на улице:

кап да кап…

Только мне все чудится:

пап да пап…

Может, тоже слушаешь

этот дождь.

Вдруг возьмешь, надумаешь

и придешь.

Я тебе доверчиво

расскажу,

Что читаю вечером,

с кем дружу.

Мы живем по-прежнему:

мама, я,

Кошка тети Стешина -

вся семья.

Дождик,

что ж ты ломишься:

кап да кап…

Может, ты воротишься,

пап, а пап?..

## Премии и награды
- Литературная премия Кировской области имени Л. В. Дьяконова за книгу стихов «Короткое лето» (1999)[17]
- Областная литературная премия имени поэта-фронтовика Овидия Любовикова за цикл стихов, посвящённых Великой Отечественной войне (1999)
- Литературная премия Правительства Кировской области имени русского поэта Николая Заболоцкого (2006)[18]
- Финалист Бунинской премии за книгу «Серая кошка на белом облаке» (2008)
- Финалист Бунинской премии за стихи из книги «Цветок папоротника» (2010)
- Премия Кировской области за книгу «Четверо из семьи Ермаковых» (2016)[19]
- Лауреат премии им. А. С. Грина (2022)
- Лауреат и дипломант международных, областных литературных конкурсов[20].
- Имеет общественные и ведомственные награды.